# Santiváñez
Santiváñez è un comune (municipio in spagnolo) della Bolivia nella provincia di Capinota (dipartimento di Cochabamba) con 6.717 abitanti (dato 2010).

## Cantoni
Il comune è suddiviso in 7 cantoni:
- Calera
- Caporaya
- Caraza
- Chojtama
- Huañacota
- Poquera
- Santiváñez